# Галея

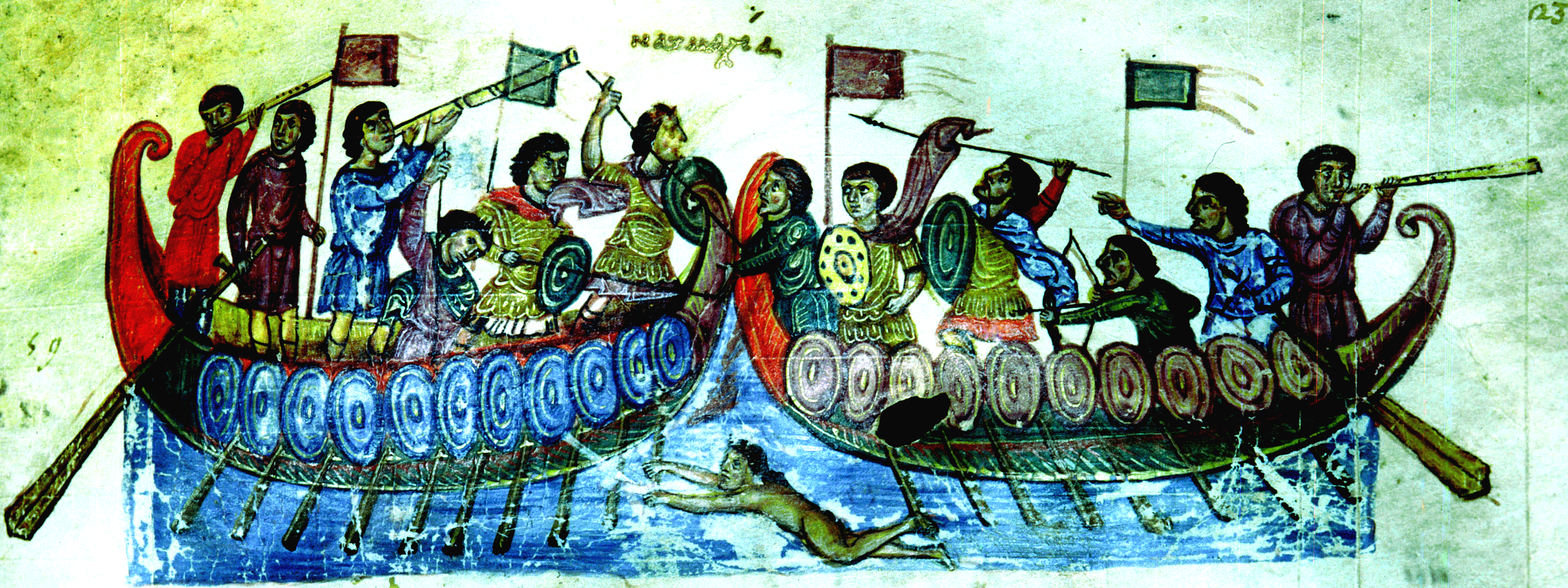
Изображение морского боя XIII века, скопированное с Кинегетики Оппиана

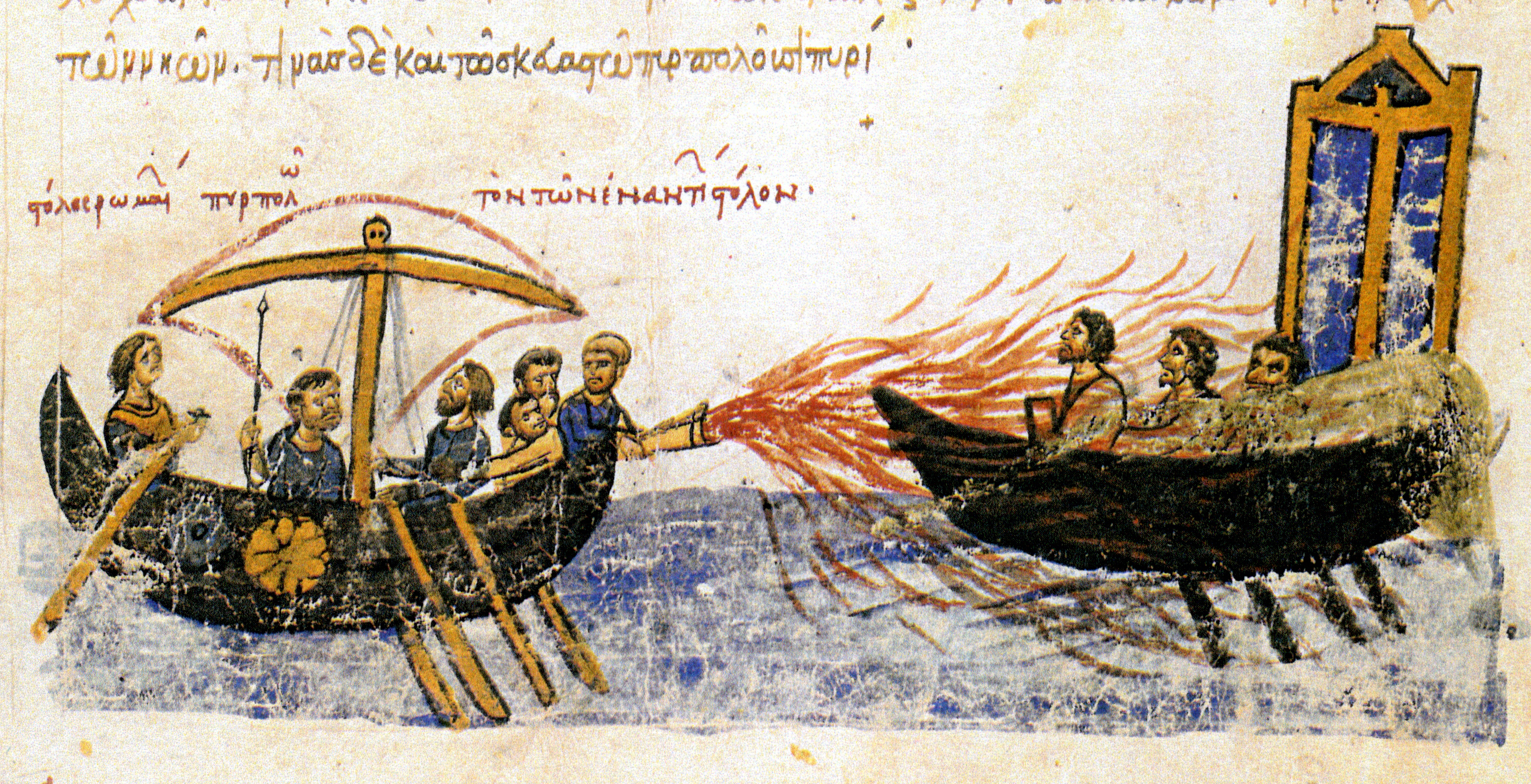
Использование греческого огня. Миниатюра Мадридского списка «Хроники» Иоанна Скилицы

Гале́я (лат. galea, др.-греч. γαλέα) — парусно-гребное судно, специально приспособленное для плавания в  Средиземноморском бассейне.

## История
Галея употреблялась с IX века до конца XVII века как военное, торговое и Транспортное судно, имела узкий и длинный корпус шириной до 10 метров и длиной до 50 метров, треугольные паруса и обычно по 26 вёсел с каждого борта. На передней специальной площадке располагались самые тяжёлые пушки, по бортам — остальные.
Галея в общей сложности могла вмещать матросов-артиллеристов, солдат и гребцов до 500 человек.
Существовал целый ряд галей специального назначения, что отражалось и в названиях судна — например, галея бастарда, гросса, капитана, либера, пианелла, квартье-рата и так далее. Так, например, Венецианская торговая республика отправляла свои торговые галеи на восток в составе караванов — это были так называемые «галеи линии».
С чисто технологической точки зрения галея является галерой, и во всех современных европейских языках галера и галея не различаются (англ. galley, лат. galea). Только в русском языке традиционно делается различие между галерой (как военным судном), и галеей (как средиземноморским торговым). Объясняется это тем, что два термина попали в русский язык в разное время и из разных источников.
Первоначально слово «галея» попало в русский язык из Византии, в XII — XIII веках, и означало, судя по всему, любое парусно-гребное судно (в том числе и речное). В древнерусской литературе оно упоминается в «Хождении игумена Даниила» (XII век), первой Новгородской летописи и Ипатьевской летописи.
В дальнейшем, после ордынского ига и падения Византийской (Восточной Римской) империи, это слово было забыто, и возвращено в русский язык в 1665 году, уже в форме «галера» из нем. Galeere (засвидетельствовано в 1609 году) или итал. galera; в начале XVIII века благодаря Петру I слово «галера» получило широкое распространение как официальное название гребных судов созданного им военно-морского флота.
На этом основании некоторые считают, что термин «галея», как вид корабля, не имеет права на существование, поскольку является неправильным переводом (транслитом) общеевропейского термина (galea/Gale/Galej/Galley), который принято переводить как «галера».
В исторической топонимике это слово сохранилось в названии церкви Николы на Галеях в городе Владимир, существовавшей с домонгольского периода на городской пристани (в 1725-1732 годы стала каменной), и Николо-Галейской улицы, на которой эта церковь находится (в 1923-1990 годы называлась улицей Калинина).